# Elecciones estatales de Chihuahua de 1983
Las elecciones estatales de Chihuahua de 1983 se llevaron a cabo el domingo 3 de julio de 1983, y en ellas se renovaron los siguientes cargos de elección popular en Chihuahua:
- 16 diputados del Congreso del Estado. 14 diputados electos por mayoría relativa en cada uno de los Distritos Electorales y dos por la vía de la representación proporcional.
- 67 ayuntamientos. Compuestos por un presidente municipal y regidores, electos para un periodo de tres años no reelegibles para el periodo inmediato.

## Contexto previo

### Crisis económica y desempleo
Las elecciones de Chihuahua de 1983 se dieron en el primer año del sexenio del priista Miguel de la Madrid el cual fue marcado por una creciente y severa crisis económica causada a raíz de un sobreendeudamiento acaecido durante el gobierno de José López Portillo, crisis que terminó explotando ante la moratoria unilateral de pago de la deuda externa por parte de México y la nacionalización de la banca privada anunciada el 1 de septiembre de 1982. Asimismo, destacó que uno de los bancos nacionalizados por el gobierno federal fue el Banco Comermex que era propiedad del Grupo Chihuahua del cual el principal accionista y promotor era Eloy Vallina Lagüera.
A raíz de esta situación económica, diversos estudios destacaron que en las principales ciudades del estado se estaba gestando una desaceleración en la creación de empleo formal acentuada desde mediados de 1981, la cual además de  la situación mexicana se marcaba debido a una recesión vivida en ese mismo momento en los Estados Unidos, principal impulsor de la industria maquiladora en el norte de México, siendo las zonas más críticas las ciudades de Juárez, Chihuahua, Cuauhtémoc, Ojinaga, Hidalgo del Parral y Nuevo Casas Grandes. Finalmente, a mediados de 1982, la tasa promedio de desempleo en el estado era de 12 por ciento, ubicándose en un rango mayor al promedio nacional del 8 por ciento.

### Divisiones al interior del PRI
Para este proceso electoral existía cierto recelo dentro del partido gobernante hacia el gobernador, Oscar Ornelas Kuchle dado que este había incorporado a diversos simpatizantes del Partido Acción Nacional a su gabinete y se le consideraba incapaz de lidiar con las pugnas al interior del PRI. Esta situación derivó en un marcado conflicto público entre el gobernador Ornelas y el senador y dirigente estatal de la Confederación de Trabajadores de México, José Refugio Mar de la Rosa que se tradujo en una fuerte disputa para la elección de candidatos para la elección de 1983.
Esta división derivó en que la CTM impulsara e impusiera la postulación de candidatos impopulares o con poco conocimiento público como fue el caso de la líder sindical Alicia Peinado Bonilla para diputada por Distrito 1 mientras que el grupo encabezado por el gobernador optó por impulsar a personajes más cercanos al sector empresarial como fue el caso de Luis Fuentes Molinar como candidato a presidente municipal de la ciudad de Chihuahua.

## Campañas electorales

### Posición de la Iglesia Católica
El 10 de junio la Arquidiócesis de Chihuahua, dirigida entonces por el arzobispo Adalberto Almeida y Merino publicó un folleto titulado «Votar con responsabilidad, una orientación cristiana» siendo este un documento orientador con un discurso pedagógico que invitaba a reflexionar a los feligreses sobre la responsabilidad social de ejercer el voto además de partir de la premisa debe participar en política para orientar al cristiano sobre este campo. El documento destacó también la importancia, desde su punto de vista, de oponerse a las formas «no cristianas» de hacer política y que el feligrés católico debía orientarse a votar poa la opción que resultase más abierta al cambio.

### Irrupción de la mercadotecnia política
Durante las campañas electorales, el PRI no cambió su forma de hacer campaña pues sus candidatos seguían recibiendo el apoyo de los sectores a la par de que se organizaban desayunos y eventos de apoyo de diversos grupos sindicales y campesinos a la campaña del PRI y sus candidatos como generalmente ocurría. La campaña del PRI en la ciudad de Chihuahua se manejó con el lema «Hechos, no palabras».
Por su parte, la campaña del PAN buscó posicionarse mediante la publicación de diversos desplegados a la largo de la campaña en diversos diarios locales como El Heraldo en la capital, así como en El Diario, El Fronterizo y El Universal en Ciudad Juárez. Así mismo, el PAN desde inicios de la campaña ocupó espacios pagados en diversas emisoras de radio en las principales ciudades del estado.

## Resultados electorales
Estas elecciones marcaron la historia del Estado de Chihuahua y del país, dado que las principales ciudades del Estado pasaron a ser gobernadas por la oposición lo que provocó la salida del Gobernador Óscar Ornelas.

### Ayuntamientos
|  | 44.93 % |

|  | 47.56 % |

|  | 1.33 % |

|  | 0.00 % |

|  | 0.17 % |

|  | 1.59 % |

|  | 2.79 % |

|  | 0.04 % |

|  | 0.00 % |

|  | 98.42 % |

|  | 1.58 % |

|  | 44.70 % |

- Nota: No se consideran los resultados finales para el Municipio de Saucillo pues en los primeros cómputos este había sido ganado por el candidato del PAN y luego de diversas impugnaciones y la anulación de varios votos, el triunfo fue dado al candidato del PRI.

Las elecciones de Nuevo Casas Grandes y Madera fueron anuladas por el Congreso del Estado luego de que fueran impugnadas por el PRI, obligando a la realización de unas elecciones extraordinarias al siguiente año.

#### Ayuntamiento de Chihuahua
|  | 66.21 % |

|  | 29.16 % |

|  | 0.64 % |

|  | 0.00 % |

|  | 0.30 % |

|  | 1.45 % |

|  | 0.40 % |

|  | 0.40 % |

|  | 0.00 % |

|  | 98.21 % |

|  | 1.79 % |

|  | 38.58 % |

|  | 61.42 % |

#### Ayuntamiento de Juárez
|  | 60.57 % |

|  | 37.99 % |

|  | 0.42 % |

|  | 0.00 % |

|  | 0.29 % |

|  | 0.47 % |

|  | 0.18 % |

|  | 0.08 % |

|  | 0.00 % |

|  | 100.00 % |

|  | 0.00 % |

|  | 46.24 % |

|  | 53.76 % |

#### Ayuntamiento de Cuauhtémoc
|  | 28.08 % |

|  | 59.56 % |

|  | 9.27 % |

|  | 0.00 % |

|  | 96.92 % |

|  | 3.08 % |

|  | 41.58 % |

|  | 58.42 % |

#### Ayuntamiento de Delicias
|  | 64.75 % |

|  | 28.72 % |

|  | 5.04 % |

|  | 0.00 % |

|  | 98.51 % |

|  | 1.49 % |

|  | 50.01 % |

|  | 49.09 % |

#### Ayuntamiento de Hidalgo del Parral
|  | 59.33 % |

|  | 27.14 % |

|  | 2.12 % |

|  | 0.00 % |

|  | 88.58 % |

|  | 11.42 % |

|  | 47.37 % |

|  | 52.63 % |

#### Ayuntamiento de Camargo
|  | 55.31 % |

|  | 38.70 % |

|  | 0.43 % |

|  | 0.00 % |

|  | 94.44 % |

|  | 5.56 % |

|  | 48.88 % |

|  | 51.12 % |

#### Ayuntamiento de Meoqui
|  | 57.34 % |

|  | 38.64 % |

|  | 0.00 % |

|  | 0.00 % |

|  | 95.98 % |

|  | 4.02 % |

|  | 36.24 % |

|  | 63.76 % |

#### Ayuntamiento de Casas Grandes
|  | 50.68 % |

|  | 47.11 % |

|  | 0.00 % |

|  | 0.00 % |

|  | 97.79 % |

|  | 2.21 % |

|  | 50.45 % |

|  | 49.55 % |

#### Ayuntamiento de Ignacio Zaragoza
- Cuauhtémoc Flores   Hecho

#### Ayuntamiento de López
- Carlos Lázaro Caballero   Hecho

### Congreso del Estado de Chihuahua
|  | 37.70 % |

|  | 43.62 % |

|  | 1.60 % |

|  | 0.22 % |

|  | 1.50 % |

|  | 3.62 % |

|  | 0.04 % |

|  | 11.70 % |

|  | 100 % |

Distribución de los distritos de Chihuahua por partido político:
Partido Acción Nacional
Partido Revolucionario Institucional

- Nota: Debido a lo contemplado por el Artículo 40 de la constitución estatal, que refería que para tener derecho a la asignación de diputados de minoría los partidos políticos debían haber participado en la elección de diputados locales en al menos siete distritos electorales; no haber obtenido ninguna constancia de mayoría en alguno de los distritos electorales y haber logrado al menos el 5 por ciento de la votación a nivel estatal; no se asignaron diputados de representación proporcional, pues ninguno de los partidos políticos cumplió con los requisitos antes señalados.[13]

Le elección en el Distrito 4 fue ganada por el candidato del Partido Acción Nacional, Juan Saldaña Rodríguez aunque el resultado fue impugnado por el Partido Revolucionario Institucional ante lo cual el Colegio Electoral del Congreso de Chihuahua, con mayoría priísta, decidió anular las elecciones hecho que ocasionó que el PAN pasara de tener cinco diputados de mayoría a cuatro.